# 50步规则
在西洋棋中，50步規則指的是：如果連續50回合，沒有兵被移動，也沒有吃子（在這種情況下，雙方接下來只要依照一定的走法，便可將局面回復到50步前的狀態），那麼雙方都可以要求和局。這種和局並不是自動的——如果一方想要通過這種形式達到和局，那麼他必須聲明。如果想要求和局的一方將要行棋，而且恰好遇到只差一步即達到50步的情況，他也只需在自己的記譜本上寫下將要走的棋，不需在棋盤上走子，便可要求和局。50步规则的目的是避免沒有希望獲勝的一方固執地的繼續下棋，或是希望靠對方疲倦而獲勝。
雖然幾乎每個將死都能在50步以內，但是在20世紀，有人發現某些殘局，有一方是可以獲勝的，但是需要超過50步（而且都沒有吃子，也沒有兵的移動），例如双象對雙马時，有象的一方是可以獲勝，但最多需要223步，另一个例子是皇后对双象，有皇后的一方需要69步才能获胜。

## 腳註
1. ↑  (Hooper & Whyld 1992，第134頁),